# Leodamas
Leodamas är ett släkte av ringmaskar. Leodamas ingår i familjen Orbiniidae.
Kladogram enligt Catalogue of Life:
| Leodamas | \| \| Leodamas minutus \| \| \| \| \| \| Leodamas playthoracicus \| \| \| \| |
|          | \| \| Leodamas minutus \| \| \| \| \| \| Leodamas playthoracicus \| \| \| \| |
|          | Leodamas minutus                                                             |
|          |                                                                              |
|          | Leodamas playthoracicus                                                      |
|          |                                                                              |